# Arachniodes holttumii
Arachniodes holttumii là một loài thực vật có mạch trong họ Dryopteridaceae. Loài này được (Tagawa) Seriz. miêu tả khoa học đầu tiên năm 1973.